# 고난구 (요코하마시)
고난구(일본어: 港南区)는 일본 가나가와현 요코하마시를 구성하는 18개 구 중 하나이다. 1969년 10월 1일에 미나미구에서 분리, 독립했다. 당시의 인구는 9만 5천 명이었으나 이후 급격히 증가하여 현재는 22만 명에 이르고 있다.

## 지리
요코하마시의 남쪽에 위치한다. 북쪽으로 미나미구, 동쪽으로 이소고구, 고난구, 남쪽으로 사카에구와 접하고 서쪽으로 도쓰카구와 접한다.

## 교통

### 철도
- 게이큐 본선
- 동일본 여객철도 네기시선
- 요코하마 시영 지하철 블루 라인

### 도로
- 국도 16호선